# Чорна Куманія
Чорна Куманія (сучасна назва Донецька конфедерація кипчаків) — ханство, конфедерація половецьких орд на чолі з ханами з роду Ольберлю, династії Асеня резиденція яких перебувала на Дону, а за іншими даними, - на Сіверському Дінці.
Вперше назва Чорна Куманія - Куманійя аль Байда було згадується арабським істориком Абу Абдаллах аль Ідрісі (1100 - 1164), який у своїх працях писав, користуючися тюрського традицію позначення сторін світу кольорами, що країна Куманія ділитися на дві великі частини: Чорну й Білу Куманію.
В історичному творі Діяння угорців що датується між 1196 й 1203 роками, згадується поділ половців на два великі об'єднання білих й чорних куманів, при цьому угорський хроніст використовує назву Чорна Куманія по відношенню до держави половців.
При цьому радянські і сучасні історики Б. А. Рибаков і С. Плетньова, Федоров-Давидов Г. А. Добродомов І. Г. Кононов А. Н.  висунули теорію про поділ Куманії на два великі племінні об'єднання прото-держав. При цьому історик Коновалова стверджує що Ідрісі називає Чорною Куманією прикордонні з Куманом міста.

## Територія
Західним кордоном Чорної КуманІЇ був (Дніпро-Сіверськодонецький водорозділ) по лінії Залозного шляху.
Територія Куманії була розділена на кочовища різних орд:
- Поморська орда (Надозів'я)

- Донецька орда (середнє течія Сіверського Дінця)

- Нижньодінська орда (нижня течія Сіверського Дінця й Дону)

- Надволзька орда (в межиріччі Дону й Волги)
- Передкавказька орда (південне Надозів'ї)

### Столиця
У зв'язку з кочовим способом життя у половецьких ханів не було постійних стаціонарних поселень, а були стійбища, які в літописах називалися половецькими вежами, в околицях яких розташовувалися кочовища хана, стійбища Шарукана й Кончака, що розташовувалися на правому березі Казенного Торця. Це відомо завдяки докладному літописному оповіданню про полон і втечу князя Ігоря з веж Кончака. 
На думку деяких вчених ставка онука Шарукана Атрака перебувала між сучасними містами Слов'янськ і Краматорськ.

## Історія

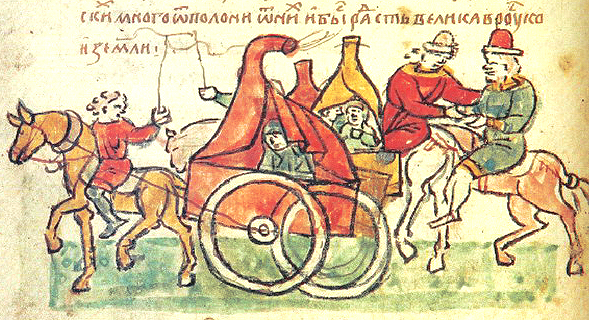
Половецькі юрті під час перекочівлі.

### Доба завоювання
Немає достовірних даних про завоювання донських степів родом ольберликів у першій половині XI ст.. Однак та обставина що торки і печеніги були змушені піти звідти свідчить про те що вони втратили майже всі кочовища. Незважаючи на це частина торків й печенігів залишилося жити на колишніх місцях в половецькому оточенні, про що є згадки у літописах.

### Перший період (середина XI - початок XII ст)[19]
Половці зайняли донецькі степи вже в 1055 році, а вже 1061 половці донецької орди здійснили похід на Русь під керівництвом хана Іскала - Сукало (Сокола) під час походу половці розбили дружину Всеволода Ярославовича.
Уже в другій половині ХІ століття в донецьких степах сформувалася одна з найбільш впливових орд Дешт-і Кипчаку - донецька конфедерація орд на чолі якої став хан Іскал, крім цього в літописах згадуються хани Асень і Шарукан згадки про яких з'являються в 1068 році під час битви на Альті . 
Після зникнення з історичної арени хана Іскала розгортається внутрішня боротьба між ханом Асенем з роду кай і Шаруканом з роду ольберлю. Не дивлячись на внутрішнє протистояння половці під керівництвом Асеня здійснюють походи на Переяславль в 1078, і на Воїнь в 1079 році.
У 1080 половці під керівництвом хана Асеня останній раз вдерлися в Новгород-Сіверське князівство в 1082 році Асень помер головну роль у конфедерації зайняв хан Шарукан. 
У 1083 році восьми-тисячне військо половців сплюндрували околиці Прилук. В 1092 половці захопили Пісочен і Переволоку. Набіги половців Чорної Куманій (Донської конфедерації орд) були менш інтенсивні у порівнянні з набігами половців Білої Куманії (Наддніпрянських орд). В кінці ХІ століття Шарукан здійснив похід на Русь, що завершився битвами на Альті й Снові. Другий раз у вересні 1107 році Шарукан об'єднався з ханом наддніпрянських половців Боняком зробив невдалий похід на Русь під час якого був розбитий поблизу Лубен на Сулі. В цьому ж році ми знаходимо останню згадку про хана Шарукана.

### Четвертий період (кінець XII - перші десятиліття XIII в. (До татаро-монгольської навали))[19]
У другій  12 ст. окремі половецькі орди, які згадуються в давньоруських літописах під ім'ям Токсобичі, Єлтукови, Бурчевичі тощо, почали утворювати нові об'єднання, з яких найсильнішою і найкраще зорганізованою була конфедерація племен, які кочували в районі річки  Сіверський Донець.
На чолі сіверськодонецького об'єднання стояв рід відомого хана Шарукана з протомонгольського роду Ольберлю. До цього роду належали також хани Сирчан, Отрок і Кончак, який у другій половині 12 ст. об'єднав значну частину половців у єдину державу. Ряд кам'яних статуй цього часу, виявлені в середній течії Сіверського Дінця, передають європеоїдні риси половецьких ханів і знаті. Обличчя у них овальні, ніс із горбинкою, вуса прямі або хвилясті. Половці традиційно складали значну частину війська князів Русі.
З метою отримати здобич в 1172 Кончак вплутався в міжусобицю про це літописець згадав так «половці багато сотворіле зла, люди повоеваша.»
У 1174 Кончак спробував організувати свій перший самостійний похід на руські князівства. Для цього він уклав військовий союз з Кобяком, ханом лукоморців. З'єднавши  полки, хани попрямували до Переяслава.
Місто вони не взяли але ґрунтовно грабували околиці у Срібного та Баруч. У цей час Ігор Святославич попрямував в похід за Ворсклу. Там він взяв у полон і вивідав у половців що Кобяк і Кончак пішли до Переяслава Ігор повернувся за ними, наздогнав і після короткого бою половці втекли кинув полонених. Дружиники Ігоря багатьох перебили і взяли в полон. Так вперше зустрілися на полі бою головні герої «Слова о полку Ігоревім» Ігор і Кончак.
У 1179 році в серпні Кончак прийшов до стін Переславля, розорив околиці, перебив і погнав у полон величезну кількість народу. Вчасно дізнавшись що на зворотному шляху біля Сули його чекають руські полки, Кончак зумів ухилитися від зустрічі з ними і пішов у степ з багатою здобиччю
Надалі Кончак уклав мир з Святославом Всеволодовичем і недавнім своїм супротивником Ігорем Новгород-Сіверським і став учасником боротьби цих князів Ольговичів проти Рюрика Ростиславича за київський стіл. Кончак відновив зв'язок з Ольговичами і грабував їх  князівства за допомогою самих руських князів.

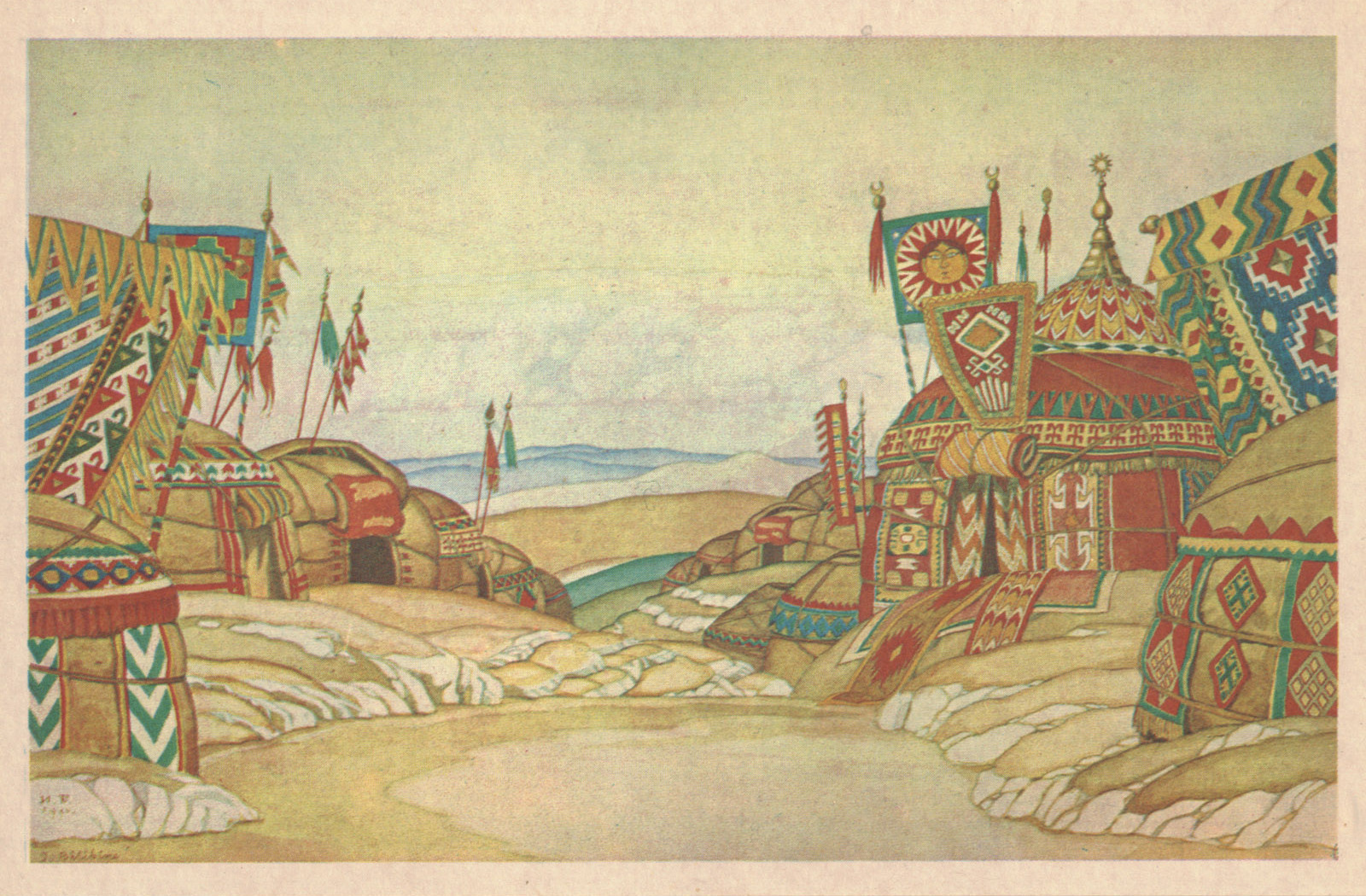
Половецький табір

Давньоруський літописець пише про Кончака як могутнього богатиря. Його стійбище знаходилось на березі р. Тор у середній течії Сіверського Дінця. Тут у полоні перебував новгород-сіверський князь Ігор Святославич після поразки руських дружин під час битви на р. Каяла в 1185 р. (втік за допомогою половця Лабора). Похід Ігоря Святославовича на половців 1185 р. оспіваний у знаменитій поемі «Слово о полку Ігоревім».
На початку 20-х рр. 13 ст. половці зазнали численних поразок від монголо-татар, згодом були розгромлені донські, орди половців та їх союзники — алани.
1223 року половці остаточно були розбиті на річці Калка. Деякі половецькі роди відкочували на Дунай.

## Населення

### Половці
Тертер - оба - 

## Родова організація і політичний лад

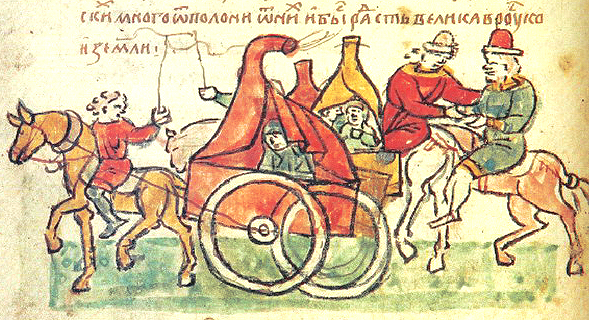

Процес консолідації розрізнених кочових орд в окремі племінні об'єднання завершився наприкінці XI століття. Кожна орда, як і входили в неї більш дрібні підрозділи-курені, мали власні ділянки землі з входили туди зимника, літниками і маршрутами кочівлі між ними. Курені являє собою об'єднання кількох споріднених сімей. Курені за етнічним складом могли належати не тільки половцям, але і сусіднім народам (наприклад, болгарам). Главами орд були хани, за традицією одночасно є і главою певних куренів. На думку С. Плетньової, розмір звичайної орди не перевищував 40 000 чоловік. У першій половині XII століття існувало близько 12-15 половецьких орд. Розмір кочовища кожної половецької орди не перевищував 70-100 тис. Кв. км.
Необхідність вести ефективні військові дії проти Русі, Візантії та Болгарії призвела до появи у половців спілок орд, які були великими політичними об'єднаннями. На з'їзді знаті обирався глава такого союзу, що називався Каанен («ханом ханів»). У його руках була зосереджена велика влада: право укладати мир, організовувати набіги і походи.

## Вірування
У більшості своїй половці сповідували тенгріанство з верховним божеством Тенгрі (високе синє небо) і Умай (його дружина-земля). Так само вони поклонялися тваринам, особливо вовку (подібне вірування існувало і у торків), якого кипчаки вважали своїм пращуром-тотемом.
У половецькому суспільстві був особливий прошарок шаманів, що називалися «бахси». Шамани займалися ворожінням, а також лікуванням, заснованим на спілкуванні з добрими і злими духами. У половців був розвинений похоронний культ, а також культ предків, поступово який переріс у культ «вождів-героїв». Культ предків був головним компонентом язичницьких вірувань половців.

## Міста
Великим центром половців від Дону були укріплені городища на Сіверському Дінці у сіл Богородичне, Сидорові і Маяки в Слов'янському районі Донецької області, відкриті в 20-ті роки М. В. Сибилева.
Вони виникли ще в хазарський час. Разом з половцями тут проживало осіле алано-болгарське населення. Можливо, це літописні міста Шарукань, Сугров і Балин, які 1116 році ходив підкорювати Володимир Мономах. В одному з міст Мономаха зустріли християни.

## Правителі
Всі хани Чорної Куманом були з роду Ölberlü “народ вовків” , П. Голден пріпускає, що ольберлікі були одним Із найбільш вплівовіх кланів у Дашті-і Кипчак. О. Пріцак стверджував, що ольберклі було домінуючим родом у донецькому об’єднанні половців.
- Искал - перший хан з роду тертер-оба який очолив донецьку конфедерацію орд.
- Ясінь -  хан з роду кай правил до 1082 року.
- Шарукан - хан з роду ольберлю засновник династії Шаруконодів, правил з 1082 по 1107 імовірно.
- Сирчан - хан з роду ольберлю, правил з 1107 по 1125.
- Атрак - хан з роду ольберлю, правил з 1125 по ?.

- Кончак 1170- 1203 хан донських і придніпровських половців.
- ?-1223 Юрій_Кончакович

## Відомі битви
- Битва на річці Хорол
- Битва на Каялі
- Битва на Калці